# Rete filoviaria di Avellino
La rete filoviaria di Avellino serviva l'omonima città italiana.
Era composta da una sola linea, attivata nel 2023; in passato comprendeva due linee, in esercizio dal 1947 al 1973.

## Rete storica

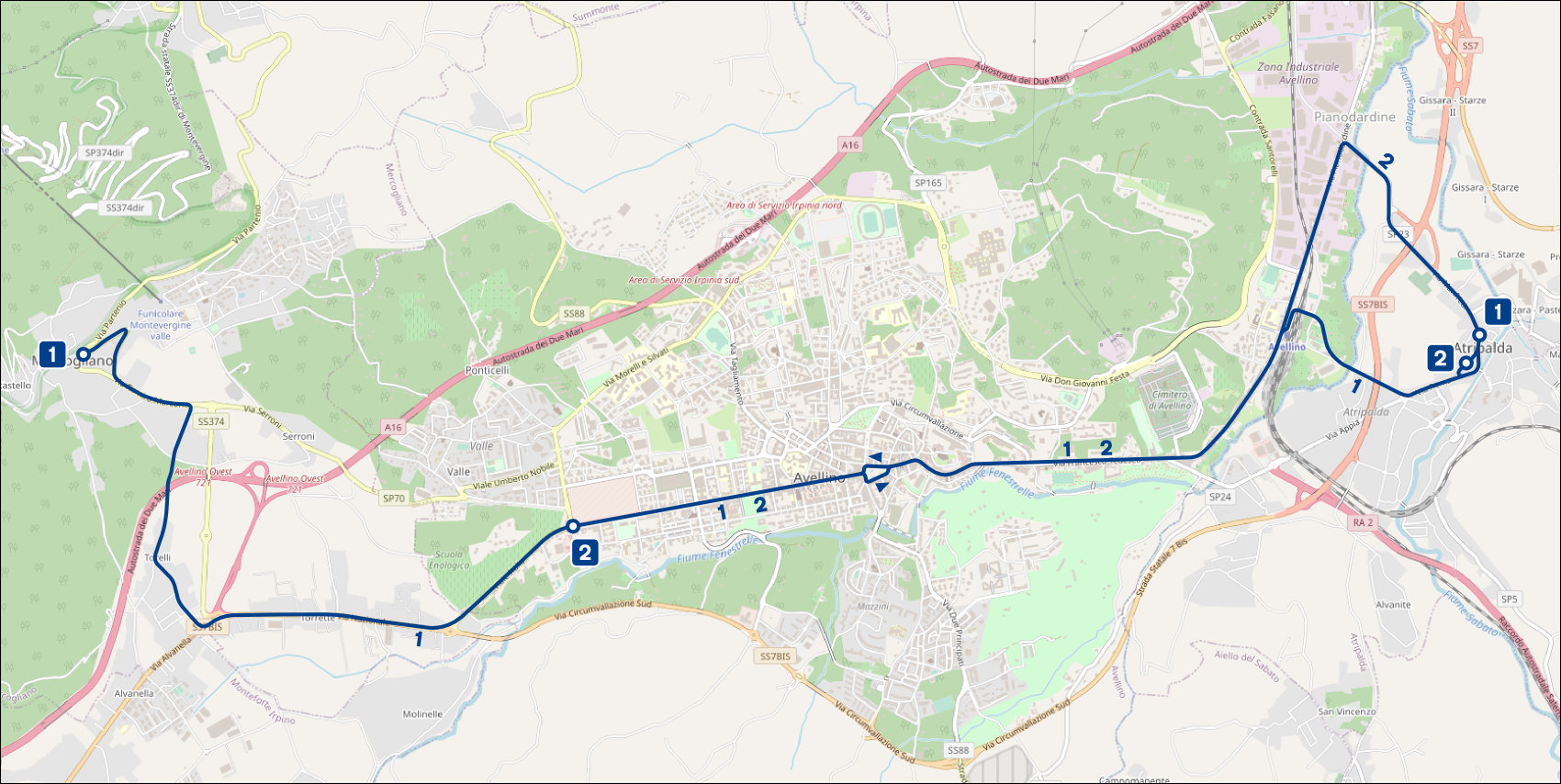
Tracciato della rete storica

La rete filoviaria di Avellino venne realizzata su impulso di Carmine De Martino, parlamentare e titolare della Società Agricola Industriale Meridionale (SAIM), che nel 1946 costituì la Società Filoviaria Irpina (SFI), per la costruzione e gestione della linea.
Il progetto originario prevedeva un'unica linea, dal centro di Avellino alla stazione ferroviaria, e da lì al comune limitrofo di Atripalda; tale tronco fu attivato il 19 settembre 1947.
Subito si iniziarono i lavori per una seconda linea, per servire la frazione di Pianodardine, che venne aperta nel 1949.
Nel 1956, dopo anni di discussioni, venne inaugurato il prolungamento da Avellino a Mercogliano. Ma già dal 1959 i bilanci sociali cominciarono a essere in passivo, e la situazione continuò a peggiorare fino al commissariamento della società da parte del Ministero dei trasporti, nel 1971.
L'esercizio filoviario cessò il 1º novembre 1973.

### Linee
Inizialmente erano in servizio due linee:
- 1 Avellino - stazione ferroviaria - Atripalda
- 2 Avellino - stazione ferroviaria - Pianodardine - Atripalda

In seguito all'attivazione della tratta per Mercogliano nel 1956, questa fu servita da un prolungamento della linea 1, mentre la linea 2 rimase invariata.

### Mezzi
| Numeri  | Anno | Telaio           | Carrozzeria | Parte elettrica | Note                                      |
| ------- | ---- | ---------------- | ----------- | --------------- | ----------------------------------------- |
| 01 a 05 | 1947 | Fiat 668F/122    | Cansa       | CGE/MRA         |                                           |
| 06      | 1953 | Fiat 2401FM      | Cansa       | OCREN           |                                           |
| 07 a 09 | 1945 | Fiat 668F        | Cansa       | CGE             | Acquistati nel 1966 dalla rete di Salerno |
| 183     | 1955 | Alfa Romeo 140AF | Pistoiesi   | CGE/MRA         | Acquistato nel 1956 dalla rete di Salerno |
| 184     | 1955 | Alfa Romeo 140AF | Casaro      | CGE/MRA         |                                           |

## Nuova linea

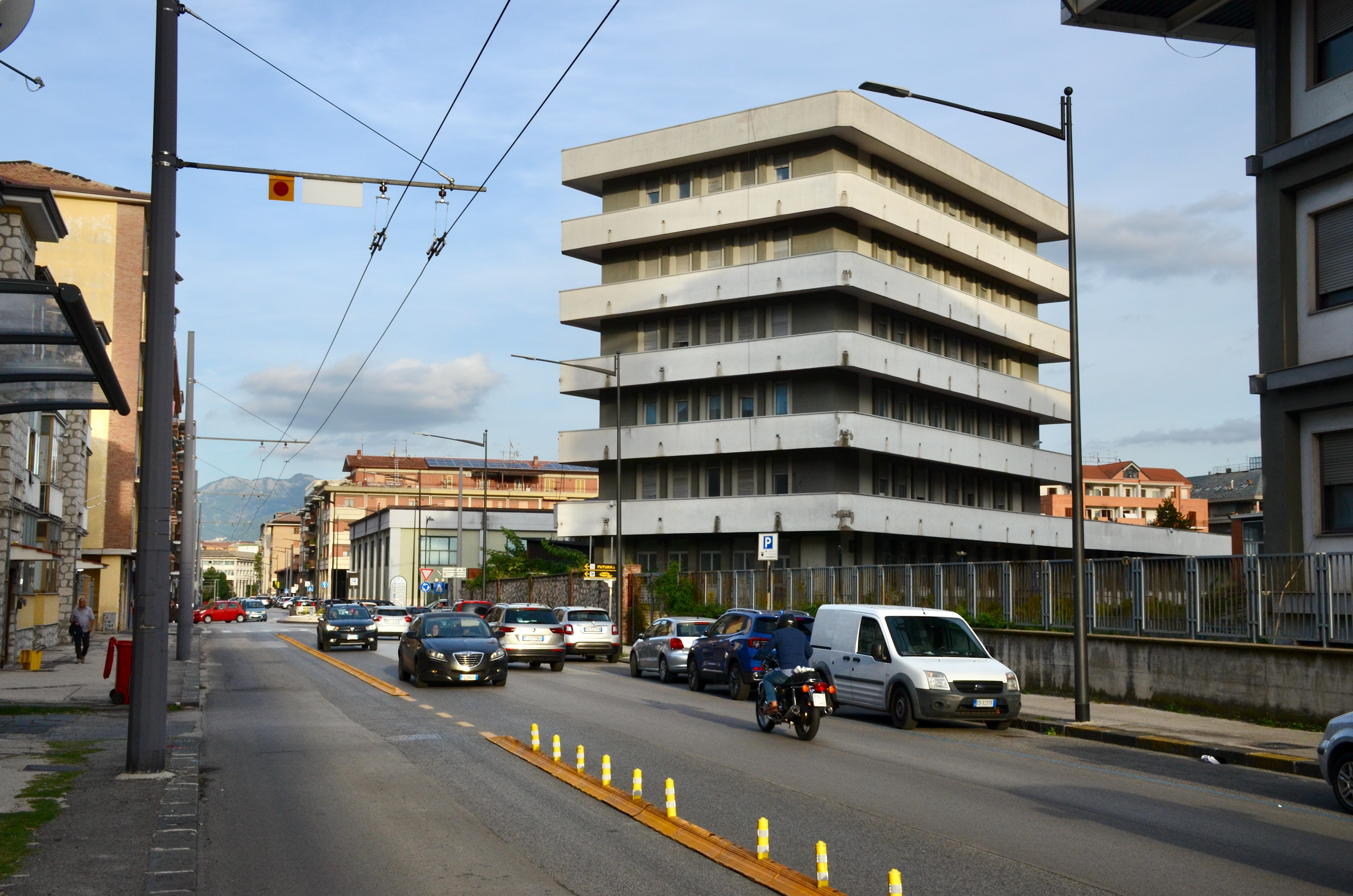
Bifilare per la nuova linea, 2022

Nel primo decennio del XXI secolo si è progettata ed iniziata a costruire una nuova filovia, giornalisticamente e impropriamente denominata metropolitana leggera, pensata per snellire il traffico cittadino e a ridurre le emissioni di gas di scarico delle auto private.
I lavori, iniziati nel 2009, prevedevano il completamento dell'opera per il 2010. A causa di numerose interruzioni, tuttavia, l'opera è stata più volte rimandata, aprendo al pre-esercizio nel luglio 2022 ed entrando completamente in funzione ad aprile 2023. Il mezzo percorreva un giro di 11 km e 15 fermate, con 23 corse giornaliere dal lunedì al sabato. 
È stata sospesa nel luglio 2023 per la chiusura di Corso Umberto I e mai rientrata in funzione. È stata progettata l'estensione della linea verso i comuni di Atripalda e Mercogliano.